# De weerwaterman
De weerwaterman is een stripverhaal uit de reeks van Suske en Wiske.

## Locaties
Dit verhaal speelt zich af op de volgende locaties:
- Almere, stripwinkel "Het Beeldverhaal", het Weerwater, de Noordzee.

## Personages
In dit verhaal spelen de volgende personages mee:
- Suske, Wiske, tante Sidonia, Lambik, Jerom, professor Barabas, Carmencita Falasol, Okeanos, Jim en andere hulpen van Okeanos, zeemeermensen.

## Uitvindingen
In dit verhaal speelt de gyronef een rol.

## Het verhaal
De vrienden zijn uitgenodigd bij een signeersessie bij stripwinkel "Het Beeldverhaal" en Lambik tekent daar ongemerkt een koopakte van een boot. De ex-eigenaar zegt dat er altijd stormen op het Weerwater uitbreken als deze boot uitvaart, hij is blij dat hij van de boot af is. Er breekt inderdaad plotseling een zware storm uit als Lambik met Jerom een tochtje met de boot maakt. Ze gaan naar het hotel, waar tante Sidonia net heeft gelezen dat haar nicht, Carmencita Falasol, tijdens het openingsgala van de Kunstlinie zal zingen. Ze besluiten wat langer in Almere te blijven om bij het het gala te kunnen zijn. Jerom vindt gekke bolletjes in het water en vangt er één, samen met Lambik brengt hij de bol naar professor Barabas voor onderzoek.
Als Carmencita in het hotel arriveert wil Okeanos, een man in een elektrische rolstoel, graag een repetitie bijwonen. Suske en Wiske vertrouwen het niet, en gaan ook naar de repetitie. Ze ontdekken dat Okeanos met de stem van Carmencita een schat uit het Weerwater wil halen. Professor Barabas belt en zegt dat de vreemde bol een ei van een zeemeermens blijkt te zijn. Hij komt samen met Lambik en Jerom naar Almere met het ei, omdat de zeemeerbaby anders zal sterven. Carmencita gedraagt zich gek, ze eet veel vis en mosselen, en wordt door Okeanos en zijn hulpen naar een jacht in het Oostvaardersdiep gebracht. Suske en Wiske zien haar 's nachts zingen aan boord van het jacht op het Weerwater en in het water gebeurt ook iets mysterieus: de zeemeerbaby's komen uit hun eieren.
Als Carmencita haar vrienden ziet, laat ze hen aan boord komen. De moeder van de baby's is door een virus haar stem kwijtgeraakt en kon de eieren niet laten uitkomen, daarom zijn de eieren op haar verzoek naar het Weerwater gebracht door Okeanos. Alleen Carmencita bleek ook de toon te kunnen produceren die nodig is voor het uitkomen van de eieren en werd door Okeanos gevraagd om te helpen. Jim en de andere hulpen van Okeanos hebben alles gehoord en gooien Suske, Wiske, Carmencita en Okeanos in het water. Ze willen de zeemeerbaby's verkopen voor veel geld.
Maar dan blijkt Okeanos de vader van de baby's te zijn, hij zat in de elektrische rolstoel omdat hij een staart heeft. Okeanos bevrijdt de vrienden en laat een hevige storm uitbreken, waardoor het jacht met de boeven in problemen komt. Maar dan wordt Okeanos geraakt door een pijl. De gyronef komt net aanvliegen en Jerom springt er uit en verslaat de boeven. Het laatste ei wordt ook naar Carmencita gebracht en zij zingt opnieuw, waardoor ook deze baby uit het ei komt. De zeemeermensen worden naar de Noordzee gebracht en verenigd met de moeder. Professor Barabas heeft een medicijn bij zich waardoor de moeder geneest van het virus. Okeanos vraagt of Carmencita een schat uit de zee wil hebben als dank voor haar hulp, maar ze vraagt hem een andere gunst. Tijdens het openingsgala is er een surprice-act, waarbij Carmencita samen met een zeemeermin zingt.

## Achtergronden bij het verhaal
- Het album is gemaakt in samenwerking met stripwinkel "Het Beeldverhaal" en de dienst Stadscentrum van de gemeente Almere bij de uitbreiding van het Stadshart Almere.[bron?]